# Echinopsis pojoensis
Echinopsis pojoensis ist eine Pflanzenart aus der Gattung Echinopsis in der Familie der Kakteengewächse (Cactaceae). Das Artepitheton pojoensis verweist auf das Vorkommen der Art in der Nähe des bolivianischen Ortes Pojo.

## Beschreibung
Echinopsis pojoensis wächst einzeln. Die kugelförmigen bis kurz zylindrischen, glauk blaugrünen Triebe erreichen bei Durchmessern von 9 bis 10 Zentimetern Wuchshöhen von 8 bis 10 Zentimeter. Der Triebscheitel ist eingesenkt. Es sind zehn stumpfe Rippen vorhanden, die bis zu 1,5 Zentimeter hoch sind. Die auf ihnen befindlichen elliptischen Areolen sind grau. Aus ihnen entspringen sieben bis zehn ausstrahlende, graue Dornen, die eine rötliche Spitze besitzen.
Die trichterförmigen, langröhrigen weißen Blüten erscheinen in der Nähe der Triebspitzen und öffnen sich in der Nacht. Sie sind bis zu 17 Zentimeter lang und besitzen einen Durchmesser von 7 Zentimeter.

## Verbreitung und Systematik
Echinopsis pojoensis ist im bolivianischen Departamento Cochabamba in der Provinz Carrasco in mittleren Lagen um 2700 Metern verbreitet.
Die Erstbeschreibung durch Martín Cárdenas wurde 1959 veröffentlicht.
Gonzalo Navarro behandelte Echinopsis pojoensis 1996 als Synonym von Echinopsis huotii. Martin Lowry stellte die Art 2002 hingegen als Synonym zu Echinopsis calorubra.

## Nachweise